# Kapelle
Kapelle  este un oraș din comuna Kapelle, Zuid-Beveland, sud-vestul Țărilor de Jos. Se află în Zuid-Beveland[*], la o altitudine de 1 m deasupra nivelului mării. Populația este de 7.019 locuitori.

## Orașe înfrățite
- Orry-la-Ville, France[2]